# ULTIMATE CRASH '02 LIVE AT BUDOKAN
『ULTIMATE CRASH '02 LIVE AT BUDOKAN』（アルティメット クラッシュ ゼロニー ライヴ アット ブドーカン）は、鬼束ちひろの2作目（通算5作目）のライブ映像集。

## 解説
2003年5月21日に発売された。シングル「Sign」と同時発売となる。映像作品としては本作よりDVD規格のみの発売となる。初回プレス盤には、ライブの撮り下ろし写真を使用したポストカード2枚が封入されている。
本作は、2002年11月5日に日本武道館にて行われた『CHIHIRO ONITSUKA ULTIMATE CRASH '02』の模様を収録している。また、特典映像として「BORDERLINE」のスタジオライブ映像が収録されている。
なお、実際のライブで演奏された Joan Osborneのカバー「One of Us」は未収録になっている。

## 収録曲
1. Introduction
羽毛田丈史と富樫春生のピアノデュオによって、ベートーヴェンの「ピアノソナタ"月光"」が演奏される。
2. NOT YOUR GOD
3. Cage
4. infection
5. 漂流の羽根
6. 眩暈
7. Interlude
富樫春生作曲・演奏の「るらるら大使」が演奏される。
8. Tiger in my Love
9. イノセンス
10. edge
11. シャイン
12. BORDERLINE
13. 守ってあげたい
松任谷由実の「守ってあげたい」のカバー。ライブでのカバー曲が公開されるのは本作が初。
14. 声
15. King of Solitude
16. 月光
17. Castle・imitation
SPECIAL TRACK
18. BORDERLINE